# Twisted Metal (videogioco 2012)
Twisted Metal è un videogioco di combattimenti tra veicoli sviluppato dalla casa videoludica Eat Sleep Play e pubblicato dalla Sony Computer Entertainment per PlayStation 3. È un reboot della serie videoludica Twisted Metal. In origine il gioco avrebbe dovuto essere pubblicato nel 2011, ma la data di uscita ufficiale venne spostata di un anno (per cui nel Nord America uscì il 14 febbraio 2012, in Australia l'8 marzo, mentre in Europa il 16 marzo dello stesso anno).
Il protagonista Sweet Tooth è apparso in seguito come personaggio giocabile in PlayStation All-Stars Battle Royale.

## Trama
La trama principale del gioco è suddivisa in 3 parti, in ognuna delle quali vi è un protagonista diverso:

### The Twisted Fate of Sweet Tooth the Clown
La prima parte ha come protagonista Sweet Tooth ("Dente Dolce"), un pagliaccio assassino completamente pazzo, con delle fiamme in testa, una mostruosa maschera da pagliaccio ghignante mezza rotta, delle cinghie sul torso e un pantalone bianco a pois rossi. Il suo vero nome è Marcus Kane, un ex gelataio che prima aveva una moglie e tre figli. Poiché la vita di tutti i giorni lo deprimeva, nella sua mente si venne a creare una doppia personalità, chiamata "Needles", sviluppando una schizofrenia. Alla fine, la sua seconda personalità ebbe il sopravvento su di lui, e creò la maschera di legno ispirata a un clown. Dopo essersi rinominato "Sweet Tooth", egli scelse la sua famiglia per i suoi primi omicidi. Tuttavia, non riuscì a uccidere anche sua figlia, Sophie, la quale, preso un paio di forbici, glielo conficcò nell'occhio, riuscendo a scappare e a mettersi in salvo. Da quel momento, Sweet Tooth divenne ossessionato dall'idea di ritrovare Sophie, "quella che è scappata", e di finire il lavoro incominciato anni prima. Nel corso della storia, si apprende che prima di prendere parte al torneo indetto da Calypso, egli si era recato a un ospedale dove sentiva che fosse sua figlia. Lì si fece strada fino al reparto psichiatrico, solo per poi scoprire che ella non era più in quel posto. Frustrato, dopo aver ucciso un altro medico se ne andò. Passati diversi anni, Sweet Tooth viene a sapere del torneo di Twisted Metal, una competizione in cui, qualora si riuscisse a vincere, è possibile chiedere qualsiasi tipo di ricompensa a Calypso, un enigmatico presidente di un'omonima compagnia, la Calypso Industries, circondato da un alone di tenebre e malvagità. Quindi, egli decide di partecipare a questo torneo per chiedergli di condurlo nel luogo dove sua figlia si è nascosta in tutto quel lasso di tempo. Dopo essere riuscito a sconfiggere i Fratelli Grimm (dei seguaci di un altro concorrente, Mr. Grimm, che guidano un paio di monster truck), Sweet Tooth giunge al palazzo di Calypso per la sua ricompensa. Egli gli chiede di condurlo subito nel luogo in cui ella si trova, e Calypso lo porta in una bara seppellita da diverso tempo. Egli gli rivela infatti che Sophie era rimasta così traumatizzata e sconvolta dopo l'incontro con il neo-nato Sweet Tooth, da diventare maniacalmente depressa, e non trovandosi bene in ospedale, "si organizzò diversamente": prese una pistola e si suicidò, pertanto è morta da dieci anni. Giurando di vendicarsi, Sweet Tooth batte invano sul coperchio della bara di Sophie; in superficie, il suo nome è stato scritto con una bomboletta spray su quello di Sophie nell'incisione sulla lapide.

### Mr. Grimm's Dark Trip Back
Nella seconda parte la storia si sposta su Daniel Grimm, un criminale afroamericano con un trucco facciale che ricorda un teschio. Egli racconta che ha incominciato a condurre questa vita delinquenziale, a suo avviso, da quando suo padre, uno stuntman motociclista noto con il soprannome di Mr. Grimm, morì durante una delle sue performance, e così il piccolo Daniel rimase orfano. Per questo incominciò a darsi alla malavita, diventando un violento omicida e leader di bande criminose che ha ucciso molti innocenti e criminali. Il nuovo Mr. Grimm decide di partecipare al torneo per chiedere a Calypso di farlo tornare nel passato e salvare suo padre. Sconfitta la Vergine di Ferro di Dollface, un mecha alto quanto un grattacielo, Mr. Grimm vince il torneo e va al palazzo di Calypso, facendo irruzione da una finestra. Fa la sua richiesta ed egli lo spedisce indietro nel tempo, prima che avvenisse l'incidente. Purtroppo, però, Grimm viene mandato indietro come adulto, e piazzato nel vecchio furgone di suo padre, con lui e il suo io più giovane. Quando suo padre si accorge della presenza dell'intruso ne deriva una lotta che causa un incidente automobilistico, a seguito del quale il vecchio Mr. Grimm muore mentre i due Daniel, sia il ragazzetto sia la sua versione adulta, sopravvivono. Il piccolo Daniel Grimm, presa la pistola che suo padre teneva nascosta sotto il sedile, decide di uccidere il suo io più vecchio. Mentre il Daniel Grimm adulto, morente, riflette sul fatto che anche lui avrebbe fatto lo stesso se i ruoli fossero invertiti, il suo corpo svanisce, il che fa pensare che il ragazzino crescerà nello stesso futuro che la sua versione adulta ha cercato di impedire.

### The Madness of Dollface
Nella terza e ultima parte della storia si seguono le vicende di Krysta Sparks, alias Dollface ("Faccia di Bambola"). È una donna vanitosa, ossessiva e violenta, il cui sogno è diventare una top model; pur di raggiungere questo fine, ella è disposta persino a sabotare o a uccidere tutte coloro che potrebbero farle concorrenza. Un giorno, però, ha un incidente d'auto, che le costa sei mesi e undici operazioni chirurgiche al volto. Quando si vede allo specchio, un medico le fa notare una minuscola cicatrice sul volto, ma la sua vanitosa e paranoica mente le mostra invece una ferita orrenda e inguardabile. Sicché accusa irrazionalmente il dottore di essere in combutta con le sue rivali, e lo uccide con un seghetto per metalli. In cerca di una cura per la sua "mostruosa ferita", Krysta andò da un ambiguo medico che "aveva perso un po' di vista e il permesso di praticare", il dottor Ospylac, il quale le aveva applicato una bianca maschera di bambola alla faccia, e avrebbe dovuto tenerla per sei giorni. Ma, quando la giovane donna fece ritorno al luogo in cui era situato lo studio del fantomatico medico, scoprì che non c'era più, e la maschera non veniva più via. Per cui, Dollface aveva deciso di partecipare al torneo di Twisted Metal per liberarsi della maschera e diventare la top model più famosa del mondo. Avendo distrutto il Carnevale della Carneficina di Sweet Tooth, una fortezza mobile costruita da alcuni fanatici seguaci del defunto Sweet Tooth in sua memoria e nella speranza che un giorno il loro dio tornerà, "più pazzo che mai", Dollface raggiunge il grattacielo di Calypso con il suo autoarticolato. Tuttavia la giovane ha dei ripensamenti riguardo al suo premio: siccome preferisce essere famosa anziché libera (in quanto ciò significherebbe dover di nuovo lottare con altre rivali per arrivare in cima), alla fine ella decide di chiedere a Calypso di farla diventare la top model più famosa del mondo, su una "passerella adeguata", e Calypso la conduce sulla pista d'atterraggio di un aeroporto (anche perché la donna non aveva specificato il suo desiderio). Mentre cerca di scappare le si rompe un tacco e cade, e un aereo che stava atterrando in quel momento la investe. Ironicamente, quando muore la maschera finalmente viene via.

### The Preacher's Quest
Per tutto il gioco, una misteriosa figura nota come "il Prete" cerca di sconfiggere Calypso. Lo si sente per la prima volta in un talk show alla radio, insistendo che Calypso è una potente entità demoniaca che cerca di condurre il mondo alla rovina. Il conduttore del talk show è d'accordo sul fatto che è un brutto momento, ma rigetta le affermazioni del Prete. Durante la storia di Mr. Grimm, lo si vede fuori dal grattacielo in cui è Calypso, dichiarando di sapere chi è l'uomo in realtà; mentre lo dice, l'edificio appare brevemente in una forma leggermente più demoniaca. Il Prete giura di liberare le anime intrappolate da Calypso e di guidarle verso la sconfitta dell'organizzatore del violento torneo; in cima al palazzo si vede Calypso nel suo ufficio, apparentemente consapevole della presenza del predicatore ai piedi della struttura. 
Dopo il finale della storia di Dollface, si vede nuovamente la radiolina con il talk show di prima, in cui il conduttore del programma parla con un uomo sconosciuto che appoggia le teorie del Prete riguardanti Calypso e il torneo Twisted Metal. Ciononostante il presentatore ribatte che non esiste nemmeno una prova che il torneo di Twisted Metal esista: se davvero esistesse ci sarebbe gente che protesterebbe e si riverserebbe nelle strade per chiedere di far cessare tutta questa violenza. Mentre l'uomo continua a parlare, la telecamera fa uno zoom sulla radio, mostrando che è stata fatta dalla Calypso Industries.

### Epilogo
Il finale del gioco mostra il Prete seduto in una cella imbottita, apparentemente in un reparto psichiatrico. Mentre afferma in continuazione che fermerà Calypso la telecamera filtra fuori rivelando che è imprigionato all'interno di una struttura demoniaca, circondato da centinaia di altri individui tormentati. La scena filtra ancora fuori per rivelare la prigione di un castello all'interno del dipinto sul muro dell'ufficio di Calypso, il che implica che abbia intrappolato le anime delle vittime del suo torneo, così come chi ha voluto fermarlo. Dopo aver mostrato alcuni nuovi elementi nella vetrina - tra i quali la targa del camion del padre di Mr. Grimm, il machete di Sweet Tooth e la maschera di Dollface - l'edificio è mostrato all'esterno e brevemente appare nella sua forma demoniaca.

### Scena finale
Nel finale, un uomo si avvicina la tomba di Sophie. Egli si rivela essere Charlie Kane, un altro dei figli di Marcus Kane, sopravvissuto anch'egli all'attacco del pagliaccio. Nel corso degli anni è venuto a credere che suo padre lo ha lasciato in vita per agire come erede per il ruolo di Sweet Tooth, nel caso si fosse presentato un imprevisto. Ora che suo padre è morto, Charlie è venuto a reclamare la sua eredità: scava nella bara di sua sorella Sophie, che contiene sia i suoi resti sia quelli di Sweet Tooth, e recupera la maschera da clown. Charlie indossa la maschera, accende la testa con le fiamme e si allontana con il camion dei gelati di suo padre, promettendo di vendicarlo uccidendo Calypso.
Alla fine dei crediti, Calypso va alla tomba di Sophie, meditando che aveva un grande potenziale per causare dolore e distruzione. Lancia un sacco nella tomba e resuscita la ragazza con un abito simile a quello del padre, apparentemente per servirlo come il suo fedele esecutore. Come Calypso le chiede se è pronta, Sophie alza la testa, rivelando gli occhi rossi dietro la sua maschera da clown.